# Vingt-et-unième circonscription du Nord de 1958 à 1986
La vingt et unième circonscription du Nord était l'une des 23 circonscriptions législatives françaises que comptait le département du Nord de 1958 à 1986.

## Description géographique
À la suite de l'ordonnance no 58-945 du 13 octobre 1958 relative à l'élection des députés à l'assemblée nationale, la vingt et unième circonscription du Nord était créée et regroupait les divisions administratives suivantes : 
- Canton d'Avesnes-sur-Helpe-Nord
- canton d'Avesnes-sur-Helpe-Sud
- canton de Solre-le-Château
- canton de Trélon[1].

## Historique des députations
| Législature | Début de mandat | Fin de mandat  | Député           | Parti politique | Observations                                                                               |
| ----------- | --------------- | -------------- | ---------------- | --------------- | ------------------------------------------------------------------------------------------ |
| Ire         | 9 décembre 1958 | 9 octobre 1962 | Arthur Moulin    | UDR             | Mandat écourté à la suite d'une dissolution parlementaire décidée par Charles de Gaulle.   |
| IIe         | 6 décembre 1962 | 2 avril 1967   | Arthur Moulin    | UDR             |                                                                                            |
| IIIe        | 3 avril 1967    | 30 mai 1968    | Charles Naveau   | FGDS            | Mandat écourté à la suite d'une dissolution parlementaire décidée par Charles de Gaulle.   |
| IVe         | 11 juillet 1968 | 1er avril 1973 | Arthur Moulin    | UDR             |                                                                                            |
| Ve          | 2 avril 1973    | 2 avril 1978   | Charles Naveau   | PS              |                                                                                            |
| VIe         | 3 avril 1978    | 22 mai 1981    | Marceau Gauthier | PCF             | Mandat écourté à la suite d'une dissolution parlementaire décidée par François Mitterrand. |
| VIIe        | 2 juillet 1981  | 1er avril 1986 | Marcel Dehoux    | PS              |                                                                                            |

## Historiques des élections

### Élections de 1958
| Candidat       | Candidat          | Parti          | Premier tour | Premier tour | Second tour | Second tour |  |
| Candidat       | Candidat          | Parti          | Voix         | %            | Voix        | %           |  |
| -------------- | ----------------- | -------------- | ------------ | ------------ | ----------- | ----------- |  |
|                | Charles Naveau    | SFIO           | 9 176        | 28,56        | 9 398       | 28,69       |  |
|                | Arthur Moulin élu | UNR            | 6 835        | 21,27        | 10 409      | 31,78       |  |
|                | Pierre Larivière  | CNIP           | 7 612        | 23,69        | 6 579       | 20,08       |  |
|                | Fernand Pécheux   | PCF            | 6 427        | 20           | 6 372       | 19,45       |  |
|                | Jacques Loriau    | CRR            | 2 083        | 6,48         | Retrait     | Retrait     |  |
|                |                   |                |              |              |             |             |  |
| Inscrits       | Inscrits          | Inscrits       | 39 961       | 100,00       | 39 956      | 100,00      |  |
| Abstentions    | Abstentions       | Abstentions    | 7 272        | 18,2         | 6 776       | 16,96       |  |
| Votants        | Votants           | Votants        | 32 689       | 81,8         | 33 180      | 83,04       |  |
| Blancs et nuls | Blancs et nuls    | Blancs et nuls | 556          | 1,7          | 422         | 1,27        |  |
| Exprimés       | Exprimés          | Exprimés       | 32 133       | 98,3         | 32 758      | 98,73       |  |

### Élections de 1962
| Candidat       | Candidat                    | Parti          | Premier tour | Premier tour | Second tour | Second tour |  |
| Candidat       | Candidat                    | Parti          | Voix         | %            | Voix        | %           |  |
| -------------- | --------------------------- | -------------- | ------------ | ------------ | ----------- | ----------- |  |
|                | Arthur Moulin sortant réélu | UNR-UDT        | 12 054       | 41,01        | 17 849      | 59,08       |  |
|                | Marcel Ulrici               | PCF            | 6 829        | 23,23        | 12 363      | 40,92       |  |
|                | André Courtin               | SFIO           | 5 222        | 17,77        | Retrait     | Retrait     |  |
|                | Pierre Lagrené              | Modérés        | 3 434        | 11,68        | Retrait     | Retrait     |  |
|                | Edmond Cantinieau           | CNIP           | 1 853        | 6,3          | Retrait     | Retrait     |  |
|                |                             |                |              |              |             |             |  |
| Inscrits       | Inscrits                    | Inscrits       | 39 356       | 100,00       | 39 356      | 100,00      |  |
| Abstentions    | Abstentions                 | Abstentions    | 9 327        | 23,7         | 7 710       | 19,59       |  |
| Votants        | Votants                     | Votants        | 30 029       | 76,3         | 31 646      | 80,41       |  |
| Blancs et nuls | Blancs et nuls              | Blancs et nuls | 637          | 2,12         | 1 434       | 4,53        |  |
| Exprimés       | Exprimés                    | Exprimés       | 29 392       | 97,88        | 30 212      | 95,47       |  |

### Élections de 1967
| Candidat       | Candidat              | Parti          | Premier tour | Premier tour | Second tour | Second tour |  |
| Candidat       | Candidat              | Parti          | Voix         | %            | Voix        | %           |  |
| -------------- | --------------------- | -------------- | ------------ | ------------ | ----------- | ----------- |  |
|                | Arthur Moulin sortant | UD-Ve          | 14 035       | 42,86        | 16 392      | 49,28       |  |
|                | Charles Naveau élu    | FGDS (SFIO)    | 8 739        | 26,69        | 16 874      | 50,72       |  |
|                | Marceau Gauthier      | PCF            | 8 124        | 24,81        | Retrait     | Retrait     |  |
|                | Gérard Gobert         | CD (PDM)       | 1 850        | 5,65         |             |             |  |
|                |                       |                |              |              |             |             |  |
| Inscrits       | Inscrits              | Inscrits       | 38 778       | 100,00       | 38 773      | 100,00      |  |
| Abstentions    | Abstentions           | Abstentions    | 5 426        | 13,99        | 4 807       | 12,4        |  |
| Votants        | Votants               | Votants        | 33 352       | 86,01        | 33 966      | 87,6        |  |
| Blancs et nuls | Blancs et nuls        | Blancs et nuls | 604          | 1,81         | 700         | 2,06        |  |
| Exprimés       | Exprimés              | Exprimés       | 32 748       | 98,19        | 33 266      | 97,94       |  |

### Élections de 1968
|                | Arthur Moulin élu      | UDR (URP)      | 16 394 | 50,11  |  |  |  |
|                | Charles Naveau sortant | FGDS (SFIO)    | 8 032  | 24,55  |  |  |  |
|                | Marceau Gauthier       | PCF            | 7 183  | 21,96  |  |  |  |
|                | Simonne Raux           | PSU            | 1 105  | 3,38   |  |  |  |
|                |                        |                |        |        |  |  |  |
| Inscrits       | Inscrits               | Inscrits       | 38 343 | 100,00 |  |  |  |
| Abstentions    | Abstentions            | Abstentions    | 5 090  | 13,27  |  |  |  |
| Votants        | Votants                | Votants        | 33 253 | 86,73  |  |  |  |
| Blancs et nuls | Blancs et nuls         | Blancs et nuls | 539    | 1,62   |  |  |  |
| Exprimés       | Exprimés               | Exprimés       | 32 714 | 98,38  |  |  |  |

### Élections de 1973
| Candidat       | Candidat              | Parti          | Premier tour | Premier tour | Second tour | Second tour |  |
| Candidat       | Candidat              | Parti          | Voix         | %            | Voix        | %           |  |
| -------------- | --------------------- | -------------- | ------------ | ------------ | ----------- | ----------- |  |
|                | Arthur Moulin sortant | UDR (URP)      | 13 118       | 38,99        | 16 147      | 47,29       |  |
|                | Charles Naveau élu    | PS (UGSD)      | 8 932        | 26,55        | 18 000      | 52,71       |  |
|                | Marceau Gauthier      | PCF            | 8 910        | 26,48        | Retrait     | Retrait     |  |
|                | Michel Gerekens       | Rad (MR)       | 2 336        | 6,94         |             |             |  |
|                | Jean-Claude Canoine   | Divers droite  | 350          | 1,04         |             |             |  |
|                |                       |                |              |              |             |             |  |
| Inscrits       | Inscrits              | Inscrits       | 39 478       | 100,00       | 39 476      | 100,00      |  |
| Abstentions    | Abstentions           | Abstentions    | 5 167        | 13,09        | 4 625       | 11,72       |  |
| Votants        | Votants               | Votants        | 34 311       | 86,91        | 34 851      | 88,28       |  |
| Blancs et nuls | Blancs et nuls        | Blancs et nuls | 665          | 1,94         | 704         | 2,02        |  |
| Exprimés       | Exprimés              | Exprimés       | 33 646       | 98,06        | 34 147      | 97,98       |  |

### Élections de 1978
| Candidat       | Candidat               | Parti          | Premier tour | Premier tour | Second tour | Second tour |  |
| Candidat       | Candidat               | Parti          | Voix         | %            | Voix        | %           |  |
| -------------- | ---------------------- | -------------- | ------------ | ------------ | ----------- | ----------- |  |
|                | Marceau Gauthier élu   | PCF            | 11 281       | 30,02        | 19 702      | 52,11       |  |
|                | Charles Naveau sortant | PS             | 9 797        | 26,07        | Retrait     | Retrait     |  |
|                | Christian Lefebvre     | RPR            | 8 173        | 21,75        | 18 106      | 47,89       |  |
|                | Jacques Bauduin        | UDF            | 6 030        | 16,04        |             |             |  |
|                | Robert Flaender        | PSU (FA)       | 932          | 2,48         |             |             |  |
|                | Marina Podgorny        | LO             | 840          | 2,24         |             |             |  |
|                | Daniel Doussot         | Divers droite  | 361          | 0,96         |             |             |  |
|                | Gilbert Cazeaux        | Divers (GO)    | 168          | 0,45         |             |             |  |
|                |                        |                |              |              |             |             |  |
| Inscrits       | Inscrits               | Inscrits       | 43 867       | 100,00       | 43 864      | 100,00      |  |
| Abstentions    | Abstentions            | Abstentions    | 5 414        | 12,34        | 4 887       | 11,14       |  |
| Votants        | Votants                | Votants        | 38 453       | 87,66        | 38 977      | 88,86       |  |
| Blancs et nuls | Blancs et nuls         | Blancs et nuls | 871          | 2,27         | 1 169       | 3           |  |
| Exprimés       | Exprimés               | Exprimés       | 37 582       | 97,73        | 37 808      | 97          |  |

### Élections de 1981
|                          |                          |                          | Premier tour | Premier tour | Second tour | Second tour |
| ------------------------ | ------------------------ | ------------------------ | ------------ | ------------ | ----------- | ----------- |
| Inscrits                 | Inscrits                 | Inscrits                 | 44 741       |              | 44 471      |             |
| Abstentions              | Abstentions              | Abstentions              | 11 271       | 25,19 %      | 8 929       | 20,08 %     |
| Votants                  | Votants                  | Votants                  | 33 470       | 74,81 %      | 35 542      | 79,92 %     |
|                          |                          |                          |              |              |             |             |
| Bulletins enregistrés    | Bulletins enregistrés    | Bulletins enregistrés    | 33 470       |              | 35 542      |             |
| Bulletins blancs ou nuls | Bulletins blancs ou nuls | Bulletins blancs ou nuls | 573          | 1,71 %       | 761         | 2,14 %      |
| Suffrages exprimés       | Suffrages exprimés       | Suffrages exprimés       | 32 897       | 98,29 %      | 34 781      | 97,86 %     |
|                          |                          |                          |              |              |             |             |
|                          | Candidat                 | Parti                    | Suffrages    | Pourcentage  | Suffrages   | Pourcentage |
|                          | Marcel Dehoux            | PS                       | 13 240       | 40,25 %      | 21 451      | 61,67 %     |
|                          | Christian Lefebvre       | RPR                      | 9 948        | 30,24 %      | 13 330      | 38,33 %     |
|                          | Marceau Gauthier         | PCF                      | 7 767        | 23,61 %      |             |             |
|                          | Marcel Moreaux           | UDF                      | 1 942        | 5,9 %        |             |             |